# Rem als Jocs Olímpics d'estiu de 1928 - Dos amb timoner masculí
La competició del dos amb timoner masculí va ser una de les set proves del programa de rem que es van disputar als Jocs Olímpics d'Estiu d'Amsterdam de 1928. La prova es va disputar entre el 3 i el 10 d'agost de 1928, amb la participació de 18 remers, procedents de 6 països diferents, ja que cada nació només podia aportar un vaixell en la prova.

## Medallistes
| Or                                                    | Plata                                                   | Bronze                                                      |
| SuïssaHans Schöchlin · Karl Schöchlin · Hans Bourquin | FrançaArmand Marcelle · Edouard Marcelle · Henri Préaux | BèlgicaLéon Flament · François de Coninck · Georges Anthony |

## Programa
| Data                          | Horari | Ronda           |
| ----------------------------- | ------ | --------------- |
| Divendres, 3 d'agost de 1928  |        | Ronda 1         |
| Dissabte, 4 d'agost de 1928   |        | Primera repesca |
| Dilluns, 6 d'agost de 1928    |        | Quarts de final |
| Dimarts, 7 d'agost de 1928    |        | Segona repesca  |
| Dimecres, 8 d'agost de 1928   |        | Semifinals      |
| Divendres, 10 d'agost de 1928 |        | Final           |

## Resultats
Font: Resultats oficials; De Wael

### Primera ronda
Els guanyadors passaven a la segona ronda. Els perdedors competien en la primera repesca.

#### Sèrie 1
| Pos. | Remers                            | Timoner       | Nació  | Temps  | Notes |
| ---- | --------------------------------- | ------------- | ------ | ------ | ----- |
| 1    | Hans Schöchlin, Karl Schöchlin    | Hans Bourquin | Suïssa | 8:41.2 | Q     |
| 2    | Armand Marcelle, Édouard Marcelle | Henri Préaux  | França | 8:41.4 | R     |

#### Sèrie 2

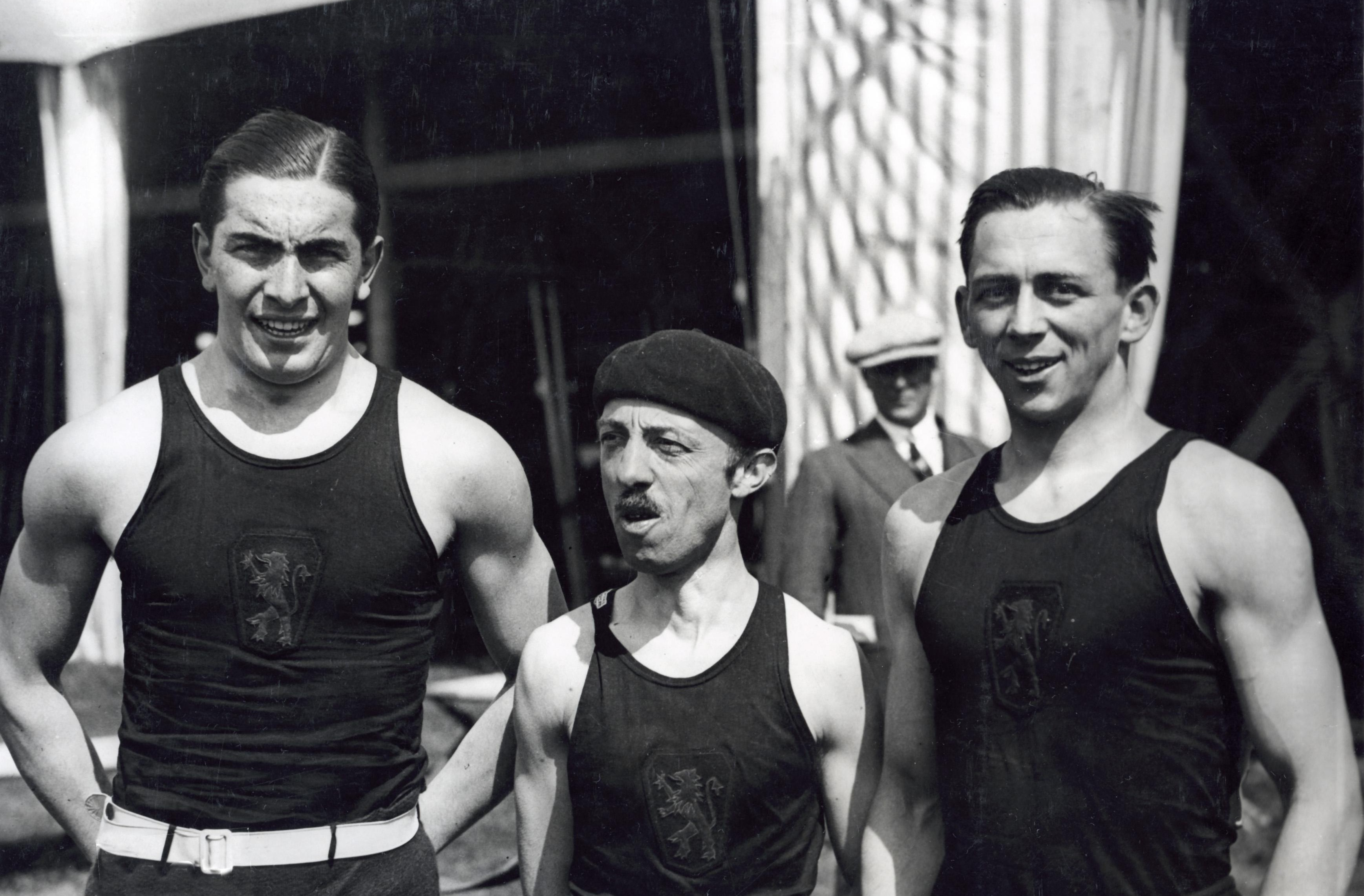
L'equip belga, amb Coninck, Anthony i Flament (des de l'esquerra)

| Pos. | Remers                                 | Timoner         | Nació         | Temps  | Notes |
| ---- | -------------------------------------- | --------------- | ------------- | ------ | ----- |
| 1    | Léon Flament, François de Coninck      | Georges Anthony | Bèlgica       | 8:58.4 | Q     |
| 2    | Tjapko van Bergen, Cornelis Dusseldorp | Hendrik Smits   | Països Baixos | DNF    |       |

#### Sèrie 3
| Pos. | Remers                              | Timoner       | Nació        | Temps  | Notes |
| ---- | ----------------------------------- | ------------- | ------------ | ------ | ----- |
| 1    | Pier Luigi Vestrini, Renzo Vestrini | Cesare Milani | Itàlia       | 8:42.0 | Q     |
| 2    | Augustus Goetz, Joe Dougherty       | Thomas Mack   | Estats Units | 8:44.8 | R     |

### Primera repesca
Els guanyadors passaven a la següent ronda, però no podien disputar una segona repesca. Els perdedors eren eliminats.
| Pos. | Remers                            | Timoner      | Nació        | Temps  | Notes |
| ---- | --------------------------------- | ------------ | ------------ | ------ | ----- |
| 1    | Armand Marcelle, Édouard Marcelle | Henri Préaux | França       | 8:37.2 | Q     |
| 2    | Augustus Goetz, Joe Dougherty     | Thomas Mack  | Estats Units | 8:41.2 |       |

### Quarts de final
Els guanyadors passaven a semifinals. Els perdedors competien en la segona repesca, sempre i quan no haguessin disputat la primera. Si això passava quedaven eliminats.

#### Quarts de final 1
| Pos. | Remers                              | Timoner       | Nació  | Temps  | Notes |
| ---- | ----------------------------------- | ------------- | ------ | ------ | ----- |
| 1    | Hans Schöchlin, Karl Schöchlin      | Hans Bourquin | Suïssa | 7:41.8 | Q     |
| 2    | Pier Luigi Vestrini, Renzo Vestrini | Cesare Milani | Itàlia | DNF    |       |

#### Quarts de final 2
| Pos. | Remers                            | Timoner         | Nació   | Temps  | Notes |
| ---- | --------------------------------- | --------------- | ------- | ------ | ----- |
| 1    | Armand Marcelle, Édouard Marcelle | Henri Préaux    | França  | 7:53.4 | Q     |
| 2    | Léon Flament, François de Coninck | Georges Anthony | Bèlgica | 8:02.4 | R     |

### Segona repesca
Itàlia no acabà la cursa de la segona ronda, per la qual cosa Bèlgica fou l'únic equip classificat per la segona repesca. Passà directament a semifinals.
| Pos. | Remers                            | Timoner         | Nació   | Temps  | Notes |
| ---- | --------------------------------- | --------------- | ------- | ------ | ----- |
| 1    | Léon Flament, François de Coninck | Georges Anthony | Bèlgica | Lliura | Q     |

### Semifinals
Suïssa, sense disputar la semifinal, va passar a la final, on es va trobar a França, vencedor de la semifinal contra Bèlgica. Bèlgica va rebre el bronze.

#### Semifinal 1
| Pos. | Remers                            | Timoner         | Nació   | Temps  | Notes |
| ---- | --------------------------------- | --------------- | ------- | ------ | ----- |
| 1    | Armand Marcelle, Édouard Marcelle | Henri Préaux    | França  | 7:48.2 | Q     |
| 3    | Léon Flament, François de Coninck | Georges Anthony | Bèlgica | 7:59.4 |       |

#### Semifinal 2
| Pos. | Remers                         | Timoner       | Nació  | Temps  | Notes |
| ---- | ------------------------------ | ------------- | ------ | ------ | ----- |
| 1    | Hans Schöchlin, Karl Schöchlin | Hans Bourquin | Suïssa | 8:02.0 | Q     |

### Final
| Pos. | Remers                            | Timoner       | Nació  | Temps  |
| ---- | --------------------------------- | ------------- | ------ | ------ |
| 1    | Hans Schöchlin, Karl Schöchlin    | Hans Bourquin | Suïssa | 7:42.6 |
| 2    | Armand Marcelle, Édouard Marcelle | Henri Préaux  | França | 7:48.4 |